# Papoeagoudlijster
De papoeagoudlijster (Zoothera heinei) is een vogelsoort uit de familie van de Turdidae (lijsters). De Nederlandse naam is wat misleidend, want het is niet duidelijk of deze soort in Nieuw-Guinea voorkomt. Zoothera heinei is een afsplitsing van de guldlijster (Zoothera dauma) die in elk geval in Noordoost-Australië voorkomt en daar Scaly Trush heet. De vertegenwoordiger van deze soort in Nieuw-Guinea is mogelijk een zelfstandige soort, maar stond in 2012 als ondersoort Z. heinei papuensis op de IOC World Bird List.

## Kenmerken
De papoeagoudlijster is een vrij grote lijster, 26–29 cm lang, zo groot als een grote lijster, maar hij oogt slanker. Het verenkleed lijkt op afstand grijsbruin. Opvallend aan het verenkleed is een patroon van halvemaanvormige, donkere schubben. De poten zijn vleeskleurig. In vlucht wordt de brede zwart-bleekwitte band zichtbaar van de ondervleugel.

## Verspreiding en leefgebied
De papoeagoudlijster komt voor in vochtige bossen in de oostelijke kuststreek van Australië van Noord-Queensland. De papoealijster op Nieuw-Guinea is een zeldzame vogel die soms wordt gezien in heuvellandbos op een hoogte tussen de 750 en 1700 meter boven de zeespiegel.
De soort telt 4 ondersoorten:
- Z. h. papuensis: van het westelijke deel van Centraal-tot zuidoostelijk Nieuw-Guinea.
- Z. h. eichhorni: Saint Matthiaseilanden van de Bismarck-archipel.
- Z. h. choiseuli: Choiseul van de Salomonseilanden.
- Z. h. heinei: noordoostelijk en oostelijk Australië.

In het zuiden van Australië en op Tasmanië komt een goudlijster voor die is afgesplitst als Tasmaanse goudlijster, Zoothera lunulata.